# Casa de raport de pe str. 31 August 1989, 93 (Chișinău)
Casa de raport de pe str. 31 August 1989, 93 este o clădire amplasată pe str. 31 August 1989, 93 în Chișinău, Republica Moldova. Este un monument arhitectural de importanță națională inclus în Registrul monumentelor Republicii Moldova ocrotite de stat cu nr. 101 (municipiul Chișinău). Datează de la sf. sec. XIX – înc. sec. XX.